# ビットギャグ
ビットギャグ(Bit gag)は拘束具。猿轡（さるぐつわ）の一種。馬のくつわに似せてあり、特にポニーガールに対して使用される。

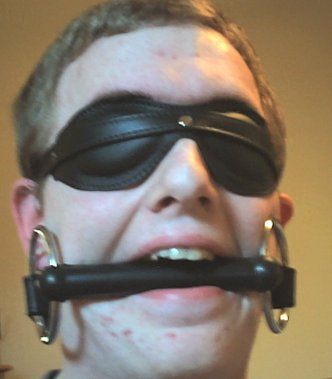
着用例

ビットとは馬のくつわのことであり、ビットギャグはそれを模したものである、馬は奥歯がないためくつわをつけたまま飲食が可能だが人間はこの類いのギャグをされた場合口が完全に閉じずにギャグそのものを噛みしめることになる。バイトギャグ(Bite gag)と呼ばれるのはそのためで噛む猿轡という意味であり両者は似て非なるものである。
どちらも両端に金属製の輪が付いた、着用者の口に咥えさせる棒とそれを固定する革紐から成る。馬のくつわが金属製なので本来は金属製がのぞましいが、唇を傷つける危険性があるため棒をゴムで巻いたものが登場しビットとバイトの混同が見られた。現在一般的なのはゴム製のものである。また、両端の輪は頬に密着しないほど大きい場合もあり、さらに手綱を装着するための短いポールが取り付けられることもある。手綱を引くと強制的に顔の向きを変えられるので必然的にハードなプレイになるため怪我には充分な配慮が必要である。ゴム製のものは唇を傷つけないためのものなのでハードなプレイには向かないとも言われる。